# Allergén
Allergéneknek nevezzük azokat az anyagokat, amelyek allergiás reakciót váltanak ki. Az allergia lényegében az immunrendszer túlérzékenysége: a szervezet valójában ártalmatlan anyagok ellen kezd el védekezni. A védekezés erősségétől függően kellemetlen tünetek jelentkeznek a betegnél, amik a beteg szervezetét megterhelik; szövődményeket, súlyos esetben akár halált okozva.

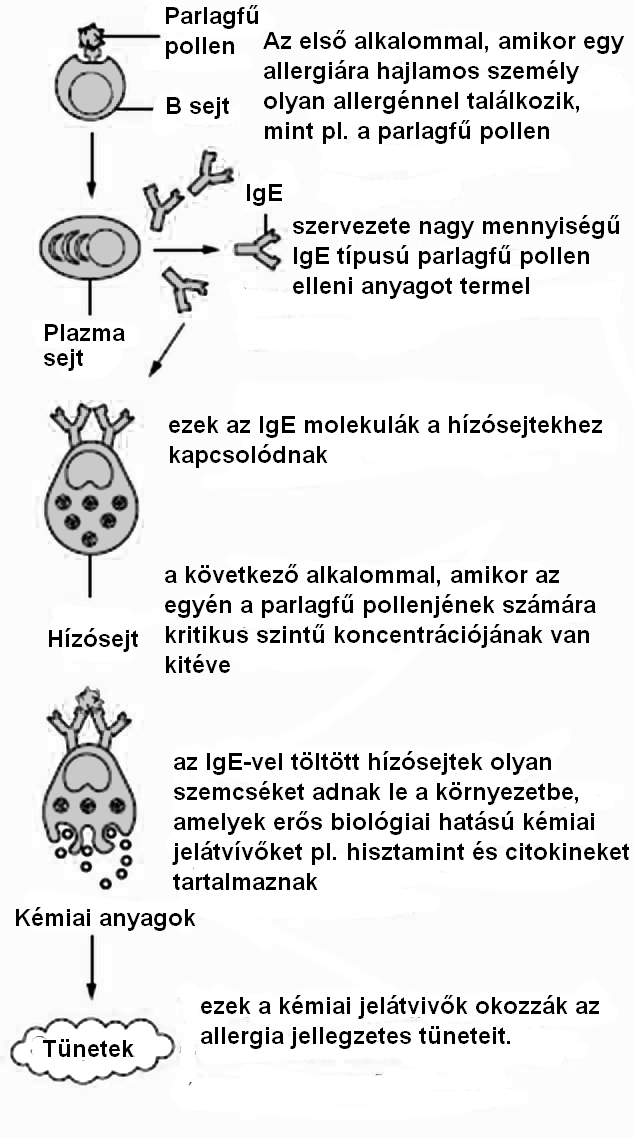
A hízósejtek szerepe az allergiás kórképek létrejöttében

## Az allergiás reakció folyamata
Az allergiás reakció valójában ott jelentkezik, ahol az allergén a szervezettel érintkezik: bőrfelület, légutak nyálkahártyája, szájüreg, légcső, tüdő, gyomor és a béltraktus. Amikor bejut a szervezetbe az allergiát kiváltó anyag, a limfociták érzékelik a jelenlétét, és annak tartózkodási helyére „utaznak”. Megkezdődik a védekezés. A B-limfociták IgE-típusú immunglobulint termelnek, míg a hízósejtek az egész testet behálózó vérerekre tapadnak. Amikor az antitestek összekapcsolódnak a hízósejtetekkel, elkezdődik a hisztamin nevű mediátor termelése, amely az allergiás tünetekért felelős.

## Allergének felosztása
Az allergének több csoportját lehet megkülönböztetni:

### Pollenek
A pollenek a növények hím szaporító sejtjei, amik virágzás idején a levegőbe kerülnek és a széllel „utaznak”. Általában légzés útján kerülnek a szervezetbe, légúti panaszokat okozva. A pollen által kiváltott allergia tünetei: tüsszentés, orrfolyás, orrdugulás, orrviszketés, szemviszketés, és könnyezés.
A pollen által kiváltott allergia kezelése főleg antihisztaminokkal történik. Ezek az anyagok blokkolják a hisztamint termelő sejtek receptorait. Hatásosak lehetnek még az orrnyálkahártya lohasztó készítmények, esetenként lokális szteroidok. A tünetek elkerülését és csökkentését segíti elő a megelőzés; az allergénnek való kontaktus lehetőség szerinti elkerülése. Ma már készülnek pollen naptárak, amelyek jelzik, hogy az allergiát okozó növény virágzási időszaka mikorra esik. Ekkor tanácsos kevesebbet tartózkodni a szabad levegőben és kerülni kell a szellőztetést.

### Házi por és állati eredetű allergének
A házi por számos allergén anyagot tartalmaz; ellene rendszeres takarítással lehet védekezni.
Állatokhoz kapcsolódó allergiás reakcióért általában allergén fehérjék a felelősek, amelyek megtalálhatók az állatok faggyúmirigyében (így bőrén és szőrén), nyálában, ürülékében. A leggyakoribb problémát a macskaszőr-allergia jelenti, amely belégzés útján indít el allergiás reakciót.

### Penészgomba
A penészgomba egy parazita, egy olyan mikroszkopikus gombafaj, amely a spóráit a levegőbe szórja szét. Elsősorban nedves helyen fordul elő: a fürdőszobában, a mosókonyhában, gyepen, szénán, levél halmon. Az okozott tünetek a pollen allergia tüneteivel hasonlóak, de itt a tünetek fennállhatnak akár egész évben is, ha a penész a lakásban található. Célszerű a nedves helyeket rendszeresen szellőztetni, szárítani; ezzel elkerülhető a penészgomba megtelepedése.

### Fémek
A fémek, úgy, mint az irídium, berillium, króm, kobalt, nikkel, réz, ezüst, arany, cink, antimon stb. a bőrrel való érintkezés útján váltanak ki allergiás tünetet.

### Rovarok mérgei
A leggyakoribb a darázs és méh csípésekor fellépő allergiás reakció. Bár valójában minden szervezet reagál a rovarok által termelt és a bőrbe juttatott mérgekre, azonban az erre túlérzékennyé vált szervezet sokkal hevesebb védekezést indít el, még akár anafilaxiásreakció is bekövetkezhet.

### Poratka
Az atka az ember környezetében élő, apró (szabad szemmel nem látható) élősködő, ami az ember lehámlott bőrdarabjaival táplálkozik. Elsősorban száradt ürüléke és elhalt teteme allergizál. A poratka-allergia jelei megegyeznek a pollen-allergia tüneteivel, ám egész évben jelentkeznek.
A poratka-allergia során jelentkező tünetek: szemkönnyezés, orrfolyás, reggeli krákogás. Kezelése antihisztaminnal történik, de célszerű a megelőzésre is törekedni; bőrhuzatos bútorok használatával, függönyök és szőnyegek mellőzésével, szövetek hetenkénti mosásával. Plüssállatokat, szövetből készült kedvenceket mosás után érdemes lefagyasztani 1-2 napig, így megakadályozható a poratka szaporodása. Hatásosak lehetnek a különböző légtisztító berendezések is.

### Ételek
Bizonyos ételek tartalmaznak olyan fehérjéket, amelyek arra érzékeny személynél allergiás tünetet váltanak ki. A leggyakoribb a tej-, tojás-, és mogyoró-allergia. A legtöbb készítményen már feltüntetik, milyen lehetséges allergéneket tartalmaznak. Az étel-allergiával kapcsolatos leggyakoribb tünetek: emésztőrendszeri panaszok (hányás, hasmenés), ekcéma és anafilaxiás reakció.

### Gyógyszerek
Számtalan gyógyszer válthat ki allergiás reakciót a szervezetbe jutása során. A leggyakoribb allergén gyógyszerek: altatók, fájdalom csillapítok, antibiotikumok (pl. penicillin), helyi érzéstelenítők. Akár anafilaxiás reakció is bekövetkezhet.
Az allergének általában fehérjék, vagy - például fém-allergia esetében - a bejutó anyag a szervezet egyik fehérjével lép kapcsolatba és a létrejövő új fehérje-molekula fog allergizálni.